# Arcola (Italie)
Pour les articles homonymes, voir Arcola.
Arcola est une commune de la province de La Spezia dans la Ligurie en Italie.

## Administration
| Période                                  | Période  | Identité     | Étiquette       | Qualité |
| ---------------------------------------- | -------- | ------------ | --------------- | ------- |
| 14 juin 2004                             | En cours | Livio Giorgi | Centro-Sinistra |         |
| Les données manquantes sont à compléter. |          |              |                 |         |

### Hameaux
Baccano, Termo, Fresonara, Monti, Romito Magra, Cerri, Trebbiano

### Communes limitrophes
La Spezia, Lerici, Sarzana, Vezzano Ligure

### Évolution démographique
Habitants recensés